# Этичный хакер
Эти́чный ха́кер или бе́лый ха́кер, а также на сетевом сленге бе́лая шля́па (от англ. white hat) — специалист по компьютерной безопасности, который специализируется на тестировании безопасности компьютерных систем. В отличие от чёрных шляп (чёрных хакеров), белые хакеры ищут уязвимости на добровольной основе или за плату с целью помочь разработчикам сделать их продукт более защищённым.

## Белые хакеры и закон
В отличие от чёрных хакеров, чьи действия попадают по статьи 272 (Неправомерный доступ к компьютерной информации), 273 (Создание, использование и распространение вредоносных программ для ЭВМ), 274 (Нарушение правил эксплуатации ЭВМ, системы ЭВМ или их сети) УК РФ, действия белых хакеров не наказываются.

## История
Одним из первых примеров этического взлома была «проверка безопасности» OC Multics, проведенная в ВВС США. Их оценка показала, что «безопасность Multics была значительно выше, чем у других систем в то время». Они провели тесты, направленные на сбор информации, а также непосредственные атаки на безопасность ОС, направленные на вывод её из строя. Также известно о других этических взломах в вооруженных силах США, официальных отчетов о которых не опубликовано.
Идея использования методик «этического взлома» с целью повышения безопасности в Интернете и локальных сетях была предложена Dan Farmer и Wietse Venema. Они вручную проанализировали множество систем с целью получения данных и контроля над жертвой. После чего они собрали все инструменты, которые они использовали для взлома в одной программе. Их программа получила название SATAN или «инструмент администратора безопасности для анализа сетей» (англ. Security Administrator Tool for Analyzing Networks).

## Самые известные белые хакеры
- Eric Corley[англ.]
- Przemysław Frasunek[англ.]
- Raphael Gray[англ.]
- Barnaby Jack[англ.]
- Митник, Кевин (Kevin Mitnick)
- Agha S (Агха С)
- Моррис, Роберт Тэппэн (Robert Tappan Morris)
- Поулсен, Кевин (Kevin Poulsen)[источник не указан 2672 дня]